# SNR G021.5-00.9
SNR G021.5-00.9, llamado también G21.5-0.9 y 2E 4090, es un resto de supernova situado en la constelación de Scutum.
Fue descubierto en 1970 en radiofrecuencias y posteriormente, en 1981, fue detectado en rayos X.

## Morfología
SNR G021.5-00.9 es un resto de supernova con un plerión (PWN) brillante y muy esférico en su centro, además de un tenue halo de rayos X. Los fotones emitidos desde el plerión han sido detectados en las bandas de radio, infrarrojo, rayos X y rayos gamma de TeV. En la banda de radio, el plerión central tiene una distribución de brillo elíptica que alcanza su punto máximo cerca del centro geométrico del remanente.
Se cree que la emisión de radio y rayos X del plerión son producidos por radiación sincrotrón de los electrones relativistas inyectados desde el choque de terminación, mientras que los rayos gamma provienen principalmente del efecto Compton inverso de fotones «blandos» dentro de la nebulosa central.
La similar morfología observada en emisión infrarroja y en mapas de continuo sugiere que el polvo y el gas circundantes son responsables de un porcentaje importante de la radiación observada.

## Remanente estelar
El púlsar asociado a SNR G021.5-00.9 recibe el nombre de PSR J1833-1034. Detectado en 2005, mostraba una señal extremadamente débil en radiofrecuencias de 1,4 GHz en el observatorio Parkes, desde donde se descubrió. Su período de rotación es de solo 62 ms.

## Edad y distancia
SNR G021.5-00.9 es uno de los restos de supernova más jóvenes de la Vía Láctea, solo detrás de SNR G029.7-00.2; su edad —estimada por las observaciones en banda de radio de la expansión de su plerión— es de apenas 870 (+200, -150) años.
La distancia a la que se encuentra SNR G021.5-00.9 no es bien conocida. Aunque inicialmente se situó este resto de supernova a 4700 pársecs —valor calculado por medidas de H I y CO—, dos trabajos posteriores le sitúan a 4400 (± 200) y 5000 pársecs respectivamente.